# 西蔵旅行記
『西蔵旅行記』（チベットりょこうき）とは、1904年（明治37年）に出版された河口慧海の主著の1つ。戦後に改訂再刊された版では『チベット旅行記』表記となっている。
河口慧海がチベットへと行くことになった理由・経緯（1891年（明治24年）～1897年（明治30年））と、実際にチベットへと行って帰ってくる6年弱に及ぶ道程の記録（1897年（明治30年）6月26日～1903年（明治36年）5月20日）がまとめられている。
日本語出版から5年後の1909年（明治42年）には、英語版が神智学協会から『Three Years in Tibet（スリーイヤーズ・イン・チベット）』のタイトルで出版された。

## 構成
序文によると、時事新報と大阪毎日新聞に（『西蔵（チベット）探検記』の名で）連載していた内容をまとめたものであり、以下の155の章（回）に分かれる。
- 第一回　入蔵決心の次第
- 第二回　出立前の功徳
- 第三回　探検の門出及行路
- 第四回　語学の研究
- 第五回　尊者の往生
- 第六回　入蔵の道筋
- 第七回　奇遇
- 第八回　間道の穿鑿
- 第九回　ヒマラヤ山中の旅行（一）
- 第一〇回　ヒマラヤ山中の旅行（二）
- 第一一回　山家の修行（一）
- 第一二回　山家の修行（二）
- 第一三回　北方雪山二季の光景
- 第一四回　又間道の穿鑿
- 第一五回　行商の中傷
- 第一六回　高雪峰の嶮坂
- 第一七回　西蔵国境に入る
- 第一八回　雪中旅行
- 第一九回　入国の途上
- 第二〇回　白巌窟の尊者
- 第二一回　山中の艱難
- 第二二回　月下の座禅
- 第二三回　美人の本体
- 第二四回　一妻多夫と一夫多妻
- 第二五回　大河を渉る
- 第二六回　渇水の難風砂の難
- 第二七回　氷河に溺る
- 第二八回　山上雪中の大難
- 第二九回　山上雪中の大難（続）
- 第三〇回　人里に近づく
- 第三一回　阿耨達池の神話（一）
- 第三二回　阿耨達池の神話（二）
- 第三三回　山中の互市場
- 第三四回　女難に遭はんとす
- 第三五回　女難を免る
- 第三六回　天然の曼陀羅廻り（一）
- 第三七回　天然の曼陀羅廻り（二）
- 第三八回　天然の曼陀羅廻り（三）
- 第三九回　兄弟喧嘩
- 第四〇回　兄弟等と別る
- 第四一回　剽盗の難
- 第四二回　剽盗の難
- 第四三回　眼病の難
- 第四四回　再び白巌窟を訪ふ
- 第四五回　公道に向ふ
- 第四六回　漸く公道に出づ
- 第四七回　公道に進む
- 第四八回　途中の苦心
- 第四九回　同伴者の難問
- 第五〇回　物凄き道
- 第五一回　始めて麦畑を見る
- 第五二回　第三の都会を過ぐ
- 第五三回　サツキヤア大寺
- 第五四回　西蔵第二の府に到る
- 第五五回　大喇嘛、文典学者
- 第五六回　異域の元旦
- 第五七回　二箇月間の読経
- 第五八回　不潔なる奇習
- 第五九回　正月の嘉例
- 第六〇回　防霰奇術
- 第六一回　修験者の罰法
- 第六二回　遥に拉薩を望む
- 第六三回　法王宮殿の下に着す
- 第六四回　西蔵人を名乗る
- 第六五回　壮士坊主
- 第六六回　西蔵と北清事件
- 第六七回　セラ大学生となる
- 第六八回　問答修業
- 第六九回　法王に召さる
- 第七〇回　法王に謁す
- 第七一回　侍従医の推挙
- 第七二回　僧侶の状態
- 第七三回　下等の修学僧侶
- 第七四回　天和堂と老尼僧
- 第七五回　前大蔵大臣と最高僧
- 第七六回　拉薩府の日本品
- 第七七回　密事露顕の危機
- 第七八回　西蔵人の誓言
- 第七九回　僧侶の目的
- 第八〇回　婚姻（其一）
- 第八一回　婚姻（其二）
- 第八二回　送嫁の奇習
- 第八三回　多夫一妻
- 第八四回　晒し者と栲問
- 第八五回　刑罰の種類
- 第八六回　驚くべき葬儀
- 第八七回　奇怪なる妙薬
- 第八八回　西蔵探検者
- 第八九回　鎖国の原因
- 第九〇回　不潔の都
- 第九一回　旧教と新教
- 第九二回　法王の選定
- 第九三回　子供の撰択
- 第九四回　教育と種族
- 第九五回　豪族と最下族
- 第九六回　教育の奨励法
- 第九七回　西蔵の物産
- 第九八回　輸出入品と商売
- 第九九回　貨幣と版木
- 第一〇〇回　願文会
- 第一〇一回　法王政府
- 第一〇二回　婦人の風俗
- 第一〇三回　婦人と産児
- 第一〇四回　児女と病人
- 第一〇五回　迷信と園遊
- 第一〇六回　舞踏
- 第一〇七回　西蔵と露西亜
- 第一〇八回　西蔵と英領印度
- 第一〇九回　与論
- 第一一〇回　清国と西蔵
- 第一一一回　ネパールの外交
- 第一一二回　西蔵外交の将来
- 第一一三回　モンラムの祭典
- 第一一四回　モンラムの祭典
- 第一一五回　モンラムの祭典
- 第一一六回　投秘剣会
- 第一一七回　西蔵の財政
- 第一一八回　西蔵の兵制
- 第一一九回　西蔵宗教の将来
- 第一二〇回　西蔵宗教の将来
- 第一二一回　秘密露顕の端緒
- 第一二二回　商隊長の秘密漏洩
- 第一二三回　西蔵退去の意を決す
- 第一二四回　恩人の義烈
- 第一二五回　出発準備
- 第一二六回　出発の準備整ふ
- 第一二七回　愈々拉薩を出づ
- 第一二八回　ゲンパラの絶項
- 第一二九回　山路を辿て第三の都会に入る
- 第一三〇回　愈々関所に近づく
- 第一三一回　五重の関門
- 第一三二回　第一の関門
- 第一三三回　第一関門を通過す
- 第一三四回　途上の絶景と兵隊所
- 第一三五回　無事に関門を通過す
- 第一三六回　愈々第五の関門
- 第一三七回　愈々五重の関門を通過す
- 第一三八回　西蔵に別る
- 第一三九回　荷物の延着、途中の滞留
- 第一四〇回　ダーヂリンに旧師と会す
- 第一四一回　疑獄事件
- 第一四二回　救解の方策
- 第一四三回　大谷、井上、藤井三師の切諌
- 第一四四回　奥中将を軍営に訪ふ
- 第一四五回　日本軍営の応対
- 第一四六回　ネパール国王に謁す
- 第一四七回　護衛兵士の腕力
- 第一四八回　首府カタマンドーに向ふ
- 第一四九回　国王代理に会ふ
- 第一五〇回　獄裡の友を懐ふ
- 第一五一回　大王殿下の詰問
- 第一五二回　再び宮殿に伺候す
- 第一五三回　漸く目的を達す
- 第一五四回　竜樹菩薩坐禅の巌窟
- 大団円　故山に帰る

## 第二回チベット旅行記
河口慧海の11年弱に及ぶ2回目のインド・ネパール・チベットへの渡航（1904年（明治37年）10月11日～1915年（大正4年）9月4日）における、チベット関連の記録は、東京朝日新聞にて1915年（大正4年）9月10日から「入蔵記」として22回連載され、また『東方仏教』には「雪山歌旅行」が1926年（大正15年/昭和元年）7月から1927年（昭和2年）12月まで連載された。
戦後の1965年（昭和40年）春に、九品仏浄真寺にて関係者が河口慧海生誕百年を記念して石碑を建てる行事を行い、その際に河口慧海の業績を刊行・紹介していくことを目的とした「河口慧海の会」が結成され、この会によって上記の連載内容がまとめられ、『第二回チベット旅行記』の名で1966年（昭和41年）に刊行された。
知り合いが投獄されたまま逃亡する形になってしまった第一回目の『チベット旅行記』の後日談的な内容も含まれている。

### 構成
- 第一部　入蔵記
  - 黄檗山に入る
  - ネパール（その一）
  - ネパール（その二）
  - ネパール（その三）
  - 喇嘛（ラマ）と会見（その一）
  - 喇嘛（ラマ）と会見（その二）
  - ヒマラヤ越え（その一）
  - ヒマラヤ越え（その二）
  - ヒマラヤ越え（その三）
  - ラサ紀行（その一）
  - ラサ紀行（その二）
  - ラサ紀行（その三）
  - チベットの今昔（その一）
  - チベットの今昔（その二）
  - チベットの今昔（その三）
  - チベットの宗教（その一）
  - チベットの宗教（その二）
  - チベットの宗教（その三）
  - チベットの宗教（その四）
  - チベットの宗教（その五）
  - チベットの宗教（その六）
  - チベット雑俎

- 第二部　雪山歌旅行
  - 雪山歌旅行　初篇
  - 雪山歌旅行　西蔵篇

## 出版
日本語
- 『西蔵旅行記』 博文館、1904年、新版1941年
 ※下記の改訂版は、全て現代語訳
  - 『チベット旅行記』 講談社学術文庫（全5巻）、1978年。旧版カバーは平山郁夫のスケッチ画
    - 『チベット旅行記』、高山龍三校訂、講談社学術文庫（上下）、2015年、ISBN 406-292278-9、ISBN 406-292279-7 - 再訂版で電子書籍も刊

  - 『チベット旅行記』、長澤和俊編 「西域探検紀行全集7」白水社、1967年
    - （新訂版）白水Uブックス（上下）、2004年、ISBN 4-560-07372-4、ISBN 4-560-07373-2

  - 『チベット旅行記』 旺文社文庫、1978年。壬生台舜解説
  - 『チベット旅行記 （抄）』、金子民雄監修、中公文庫、2004年 ISBN 4-12-204400-6

- 『第二回チベット旅行記』 金の星社、1966年
  - 『第二回チベット旅行記』 講談社学術文庫、1981年。川喜田二郎解説

英語
- 『Three Years in Tibet』 Theosophical Publishing Society, 1909